# 큐슈여객철도
큐슈여객철도주식회사, 또는 규슈 여객철도 주식회사(일본어: 九州旅客鉄道株式会社 규슈료캬쿠테츠도카부시키가이샤[*], Kyushu Railway Company)는 1987년 4월 1일에 일본국유철도로부터 철도 사업을 계승한 JR 그룹의 여객 철도 회사의 하나로, 회사의 한국어 공식 약칭은 JR큐슈(일본어: JR九州)이므로, 고유색은 'JR 레드'로 통용되고 있다.

규슈 지방의 대부분의 노선 및 규슈와 혼슈(야마구치현)를 해저 터널로 연결하는 모지역 - 시모노세키역구간 (산요 본선)에서 여객 수송과 관련 사업을 하고 있다. 또한 후쿠오카와 부산을 연결하는 고속선을 미래고속과 공동으로 운항하고 있으며, 여행업, 농업, 부동산 중개 등의 부대 사업도 전개하고 있다.
사명의 '鉄' 자는 양쪽으로 나눌 경우의 '돈을 잃는다'(金を失う) 라는 의미를 피하기 위해, 로고에서는 '鉃'라는 글자를 대신 사용하고 있다. 하지만, 정식 상호에는 鉄로 되어 있다. (이는 시코쿠 여객철도 이외의 다른 계열사들도 마찬가지이다.)

## 현황
"여객 철도 주식회사 및 일본화물 철도 주식회사에 관한 법률"(JR 회사법)에 따르면 특수 회사이다. 독립 행정법인인 일본 철도건설·운수시설정비지원기구가 전체 주식을 보유하였으며, 경영 지원책으로 경영 안정 기금을 조성하여 재산세 감면을 받고 있었다.
1987년 JR 큐슈 출범 후, 후쿠오카시 하카타 구의 하카타 역 앞에 후쿠오카 본사, 기타큐슈시 모지구 모지 항역 옆의 옛 국철 큐슈 총국 건물에 기타큐슈 본사를 두고 있었지만, 2001년에 후쿠오카 본사에 통합하고 기타큐슈시 고쿠라 키타 구의 니시 고쿠라 역 인근(고쿠라 역과 지근)에 기타큐슈 지역 본사를 설치하고 있다.
그룹 회사가 34개 있으며, 관련 사업의 수익이 철도 사업을 넘어섰다.
규슈 각지에서 JR 큐슈의 특급과 고속버스가 경합하고 있으며, 또한 후쿠오카시와 기타큐슈시의 도시 간을 연결하는 하카타역 - 고쿠라역 사이에서는 1987년 당시 국철 분할 민영화에 의해 산요 신칸센이 서일본 여객철도의 소유가 되면서, 가고시마 본선과는 경쟁 관계가 있다. 이런 환경을 받아, 특급 열차의 증발 및 특급 요금 인하하여 고객 유치를 위한 "2장 표·4장 표" 등 특급 열차용 톡톡 티켓의 확충 등이 이뤄지고 있다.
또한 지리적으로 한국과 매우 인접한 관계로 현재 자회사인 JR 큐슈 고속선을 통하여 하카타 항과 부산항을 연결하는 페리 비틀을 운영 중에 있다.
2012년도부터 시행된 5개년의 중기 경영 계획에서는 "주식 상장의 실현"을 목표로 하였다.
사업적인 측면에서 서일본 여객철도(이하 JR서일본)와의 제휴가 많은 편으로서 2011년 3월 12일에 큐슈 신칸센이 전구간 개업되면서 산요 신칸센과 상호 직결 운행이 개시되었다.
2015년 1월 27일, 일본 정부는 2016년도에 일본 철도건설·운수시설정비지원기구가 보유한 JR 큐슈의 주식을 매각하고 도쿄 증권 거래소 제1부 등에 상장시킨다는 보고서가 국토교통성에서 발표됐다. 방침대로 JR 큐슈의 상장이 이뤄지면 동일본 여객철도(JR 동일본), 서일본 여객철도(JR 서일본), 도카이 여객철도(JR 도카이)에 이어서 JR 그룹에서는 4번째이다. 또 그 해 6월 3일에 JR 큐슈의 완전 민영화를 축으로 한 JR 회사법이 참의원 본회의에서 통과하여, 6월 10일 JR 회사법의 개정법이 공표되었다. 이 법안은 2016년 4월 1일부터 시행되었다. 이후 2016년 10월 25일, 도쿄 증권거래소 1부와 동년 10월 26일 후쿠오카 증권거래소 상장되었다.

## 본사·지사

### 본사
- 소재지: 후쿠오카현 후쿠오카시 하카타구 하카타에키마에 3-25-21 (하카타에키마에 비즈니스 센터)
  - 큐슈 신칸센을 관리하는 신칸센 부분은 큐슈 철도 사업 본부 내부 조직이다.

### 지사
- 북부 큐슈 지역 본부
  - 소재지: 후쿠오카현 기타큐슈시 고쿠라기타구 무로마치 3초메 2번 57호
- 나가사키 지사
  - 소재지: 나가사키현 나가사키시 오노우에마치 1번 89호
- 오이타 지사
  - 소재지: 오이타현 오이타시 카나메마치 1번 1호 (오이타역 구내)
- 구마모토 지사
  - 소재지: 구마모토현 구마모토시 니시구 3초메 15번 1호 (구마모토역 구내)
- 가고시마 지사
  - 소재지: 가고시마현 가고시마시 타케 1초메 2번 1호
- 도쿄 지사
  - 소재지: 도쿄도 지요다구 나가타초 2초메 12번 4호 (아카사카 상노 센터 빌딩 9층)
- 오키나와 지사
  - 소재지: 오키나와현 나하시 쓰보가와 2초메 1번 14호
- 상하이 지사
  - 소재지:  중화인민공화국 상하이

## 역사
- 1987년
  - 4월 1일 - 일본국유철도가 분할 민영화되어 큐슈 여객철도 주식회사(이하 JR 큐슈) 발족.
- 1988년
  - 2월 1일 - 야마노 선 폐지.
  - 4월 1일 - 마쓰우라 선을 마쓰우라 철도에 이관함.(마쓰우라 철도 니시큐슈 선)
  - 5월 12일 - 오키나와 사무소 개설.
  - 9월 1일 - 카미야마타 선 폐지.
- 1989년
  - 4월 28일 - 다카치호 선 폐지.(다카치호 철도로 이관.)
  - 10월 1일 - 이타 선, 이토다 선, 다가와 선 폐지. (제3섹터인 헤이세이 지쿠호 철도로 노선을 이관함.)
  - 12월 23일 - 미야타 선 폐지.
- 1991년
  - 3월 1일 - 전화 예약 서비스를 큐슈 전역으로 확대.
  - 3월 25일 - 하카타~부산 구간 페리 비틀 운항 개시.
- 1994년
  - 12월 3일 - 침대 특급 "미즈호"를 폐지.
- 1996년
  - 2월 1일 - 외식·물건 판매 부문을 JR 큐슈 푸드 서비스, 제이알 큐슈 리테일(현 JR 큐슈 리테일)에 분사.
  - 7월 18일 - 미야자키쿠코 선 영업 운행 개시.
- 2001년
  - 4월 1일 - 후쿠오카 본사와 기타큐슈 본사를 통합. 북부 큐슈 지역 본부 발족.
  - 6월 22일 - 개정 JR회사법이 시행(성립은 2001년 6월 15일).
  - 7월 1일 - 자동차 사업부를 분사하여 JR 큐슈 버스에 이관.
- 2002년
  - 2월 22일 - 가고시마 선 열차 추돌 사고.
- 2003년
  - 4월 1일 - JR큐슈 인터넷 열차 예약 서비스 개시.
  - 7월 18일 - 나가사키 본선 특급 열차 탈선 전복 사고가 발생.
- 2005년
  - 3월 1일 - 침대 특급 "사쿠라"를 폐지.
  - 10월 1일 - 선박 사업부를 분사하여 JR 큐슈 고속선이 발족.
- 2006년
  - 9월 17일 - 닛포 본선 특급 탈선 전복 사고가 발생.
- 2008년
  - 3월 15일 - 침대 특급 "나하"·"아카쓰키" 폐지.
- 2009년
  - 3월 1일 - 후쿠오카·기타큐슈 도시권에 IC 카드 승차권 SUGOCA를 도입.
  - 3월 14일 - 침대 특급 "하야부사"·"후지" 폐지. 이에 따라 규슈 내를 출발지로 하는 혼슈 직통 침대 특급 열차가 소멸.
- 2010년
  - 3 월 13일 - SUGOCA와 nimoca·하야카 켄·JR 동일본의 Suica과의 상호 승차 및 전자 화폐 상호 이용 개시.
- 2011년
  - 3월 5일 - SUGOCA와 JR 서일본의 ICOCA 및 JR 도카이의 TOICA과의 상호 승차 및 전자 화폐 상호 이용을 시작.
  - 3월 12일 - 큐슈신칸센 가고시마 루트(하카타 - 신야쓰시로 사이)연신 개업. 동시에 산요 신칸센과 상호 직결 운행 실시.
  - 10월 8일 - 관광 특급 A 열차로 가자 운행 개시.
- 2013년
  - 3월 23일 - 교통계 IC카드 전국 상호 이용이 개시되어 SUGOCA가 PASMO등과 상호 이용 가능해짐.
  - 10월 15일 - 큐슈를 일주하는 호화 침대 열차 "나나츠보시 in 큐슈(ななつ星in九州)" 운행 개시.
- 2015년
  - 3월 27일 - 여행 부문에서 JTB와 제휴 관계를 구축.
- 2016년
  - 10월 25일 - 도쿄 증권거래소 1부에 상장.
  - 10월 26일 - 후쿠오카 증권거래소에 상장.

## 노선
신칸센과 기존선이 있다.

### 신칸센
- 큐슈 신칸센
- 니시큐슈 신칸센

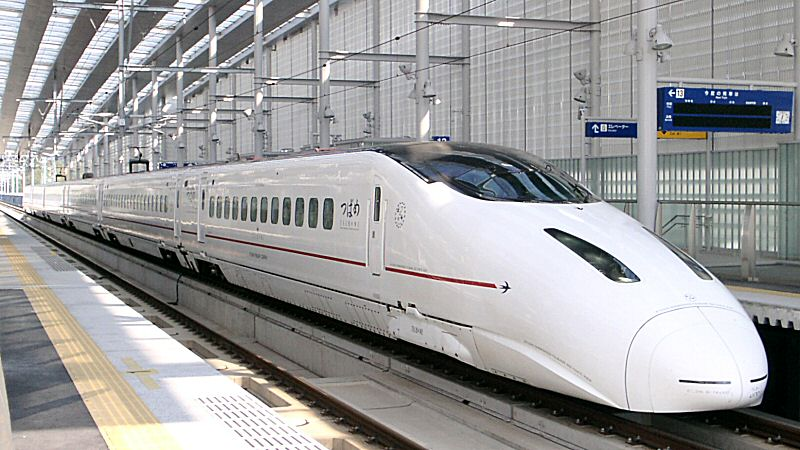
800계
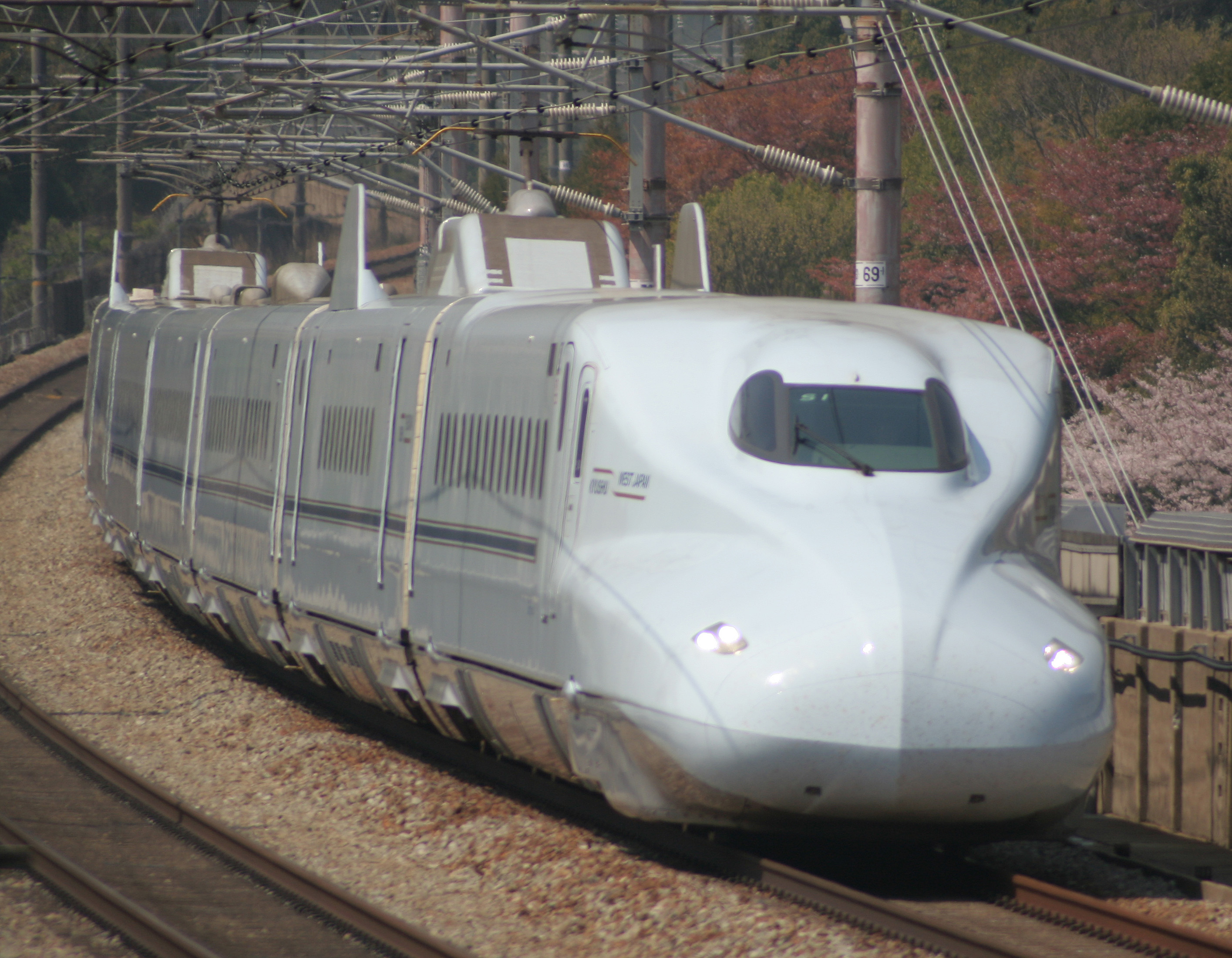
N700계 8000번대

### 특급열차
- 가모메 (니시큐슈 신칸센 개통 이후로 폐지, 다케오온센 - 하카타 간 신칸센 연계 특급(릴레이 가모메)으로 운행 중)
- 하우스텐보스
- 미도리
- 아리아케
- 소닉
- 니치린
- 휴가
- 키리시마

### 기존선
| - 카고시마 본선 - 큐다이 본선 - 나가사키 본선 - 닛포 본선 - 산요 본선(시모노세키역 ~ 모지역) - 지쿠호 본선 - 호히 본선 | - 가라쓰 선 - 카시 선 - 고토지 선 - 깃토 선 - 니치난 선 - 미스미 선 - 미야자키 공항선 | - 사사구리 선 - 사세보 선 - 오무라 선 - 이부스키마쿠라자키 선 - 지쿠히 선 - 히사쓰 선 - 히타히코산 선 |

## 차량

### 전동차

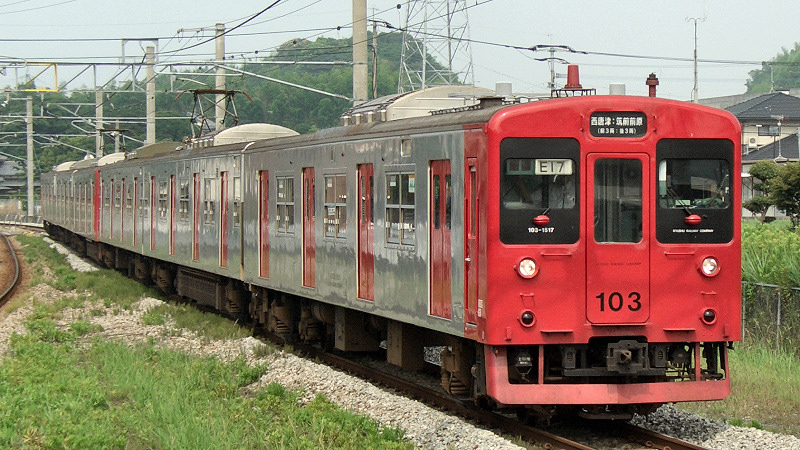
103계(1500번대) 105계 JR 서일본 자매차
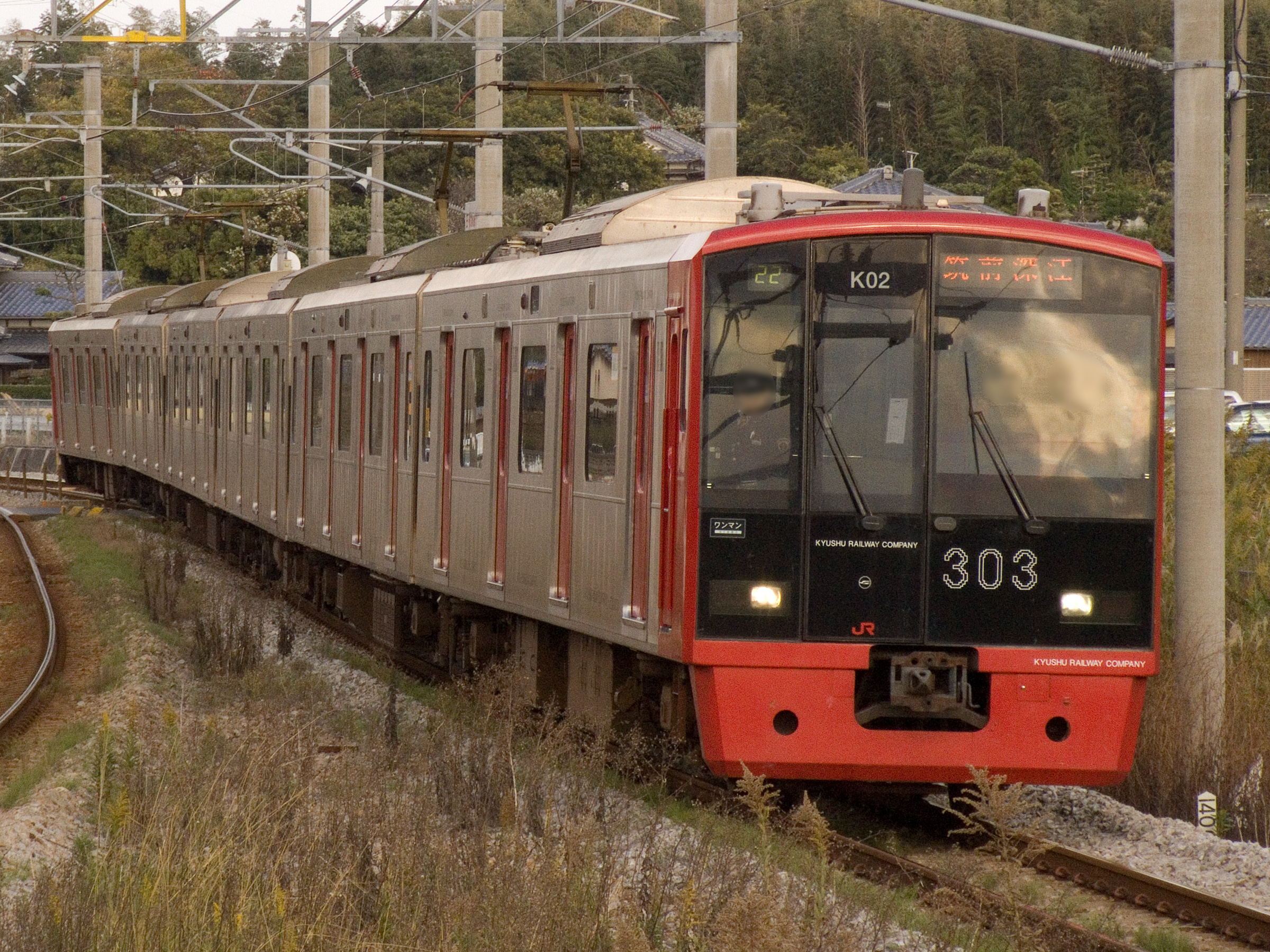
303계
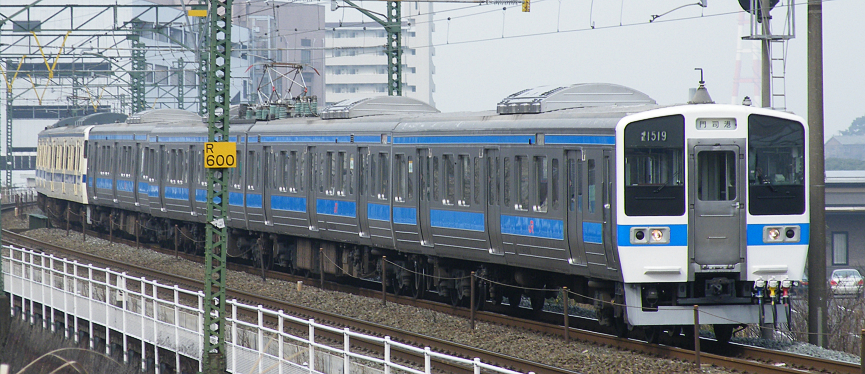
415계
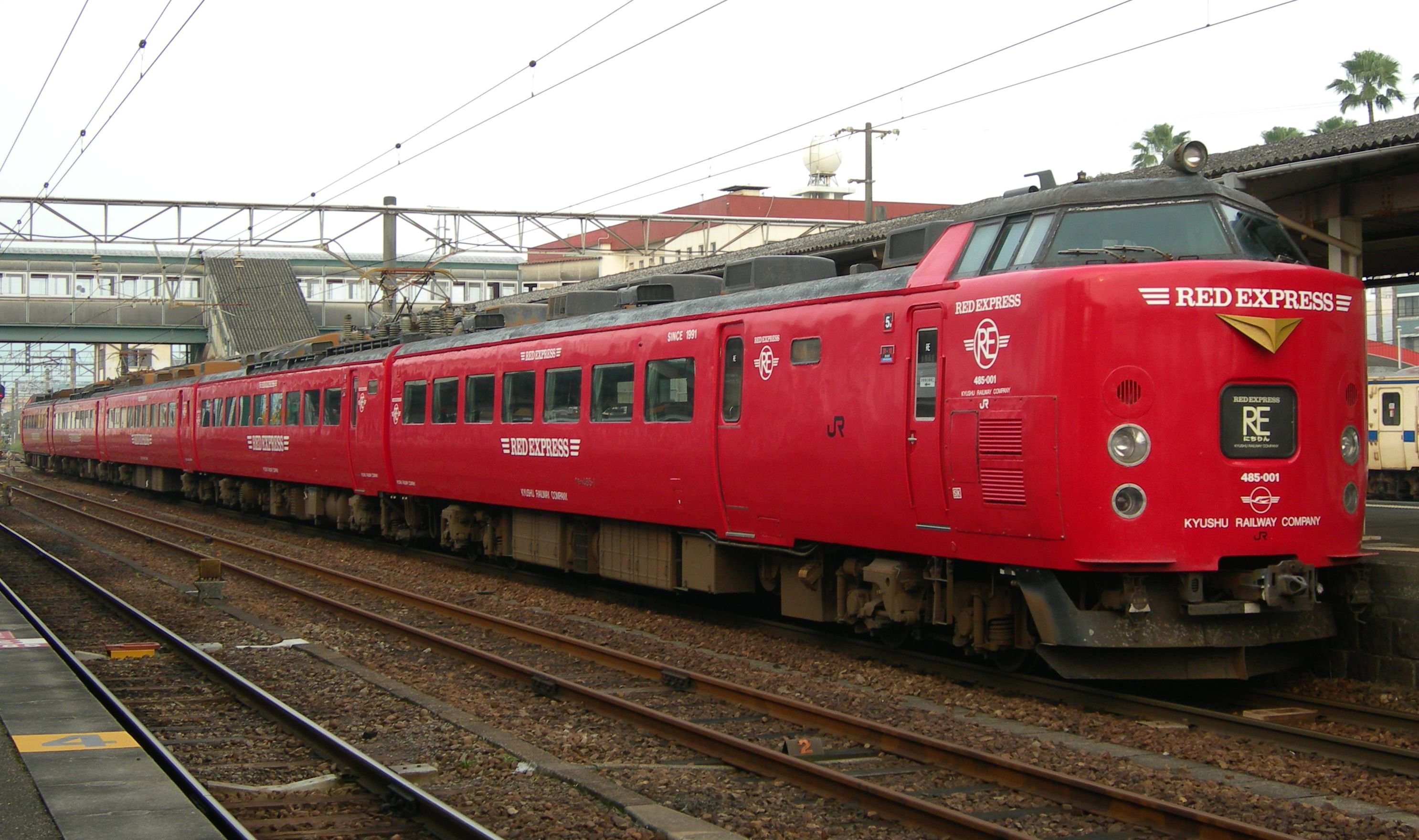
457계·475계
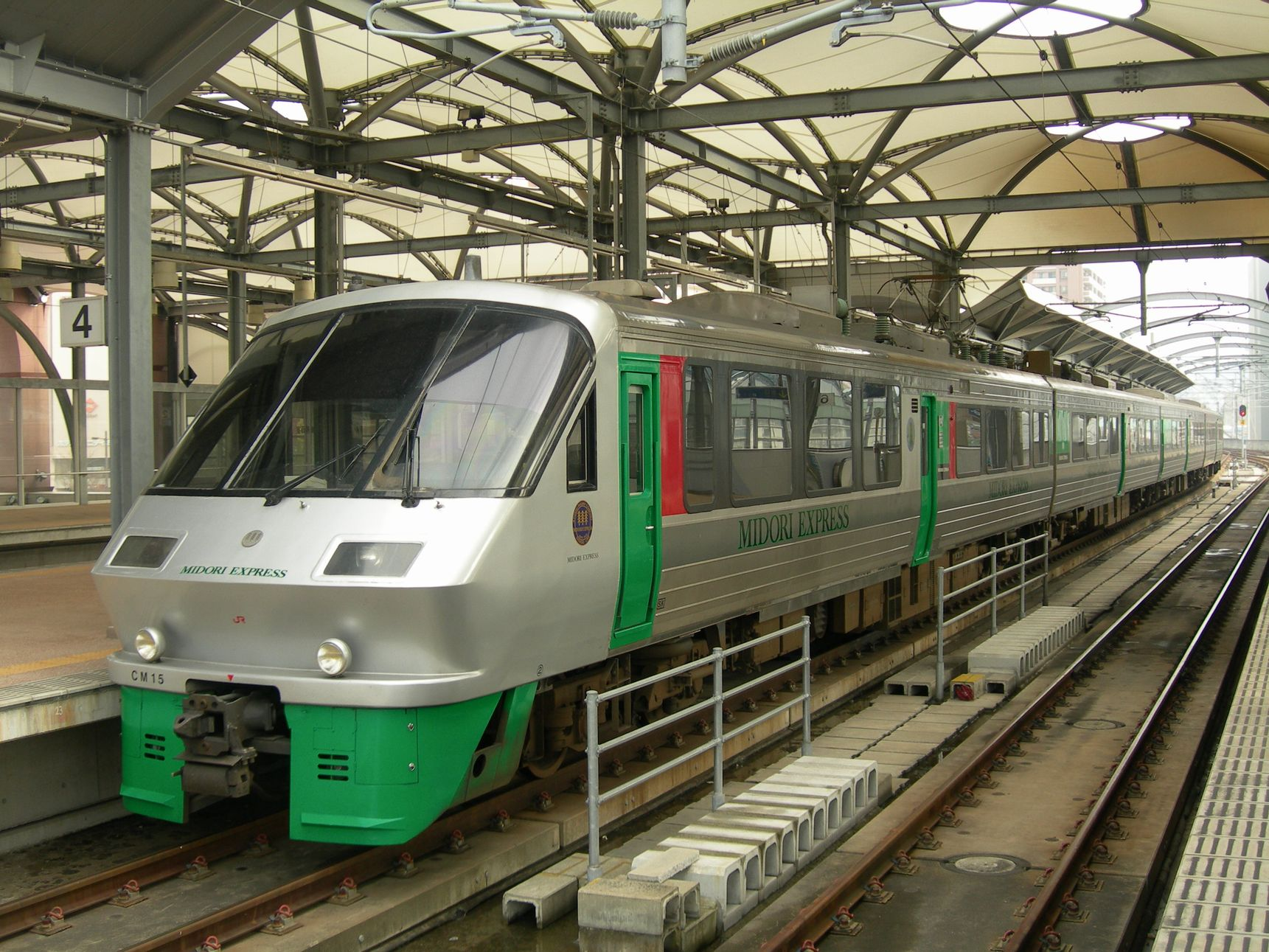
485계
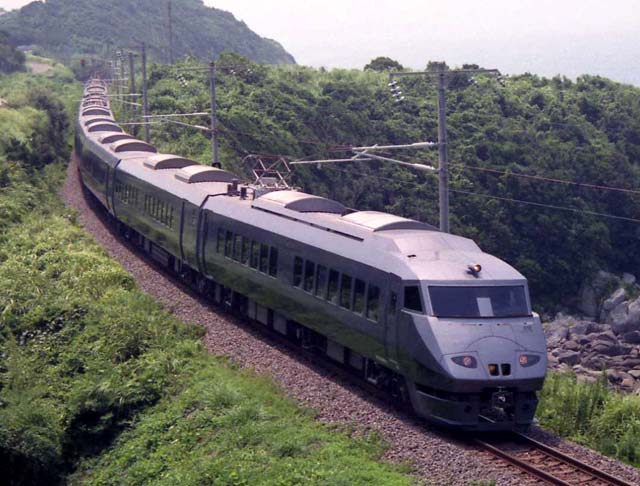
N700계 8000번대(신칸센)
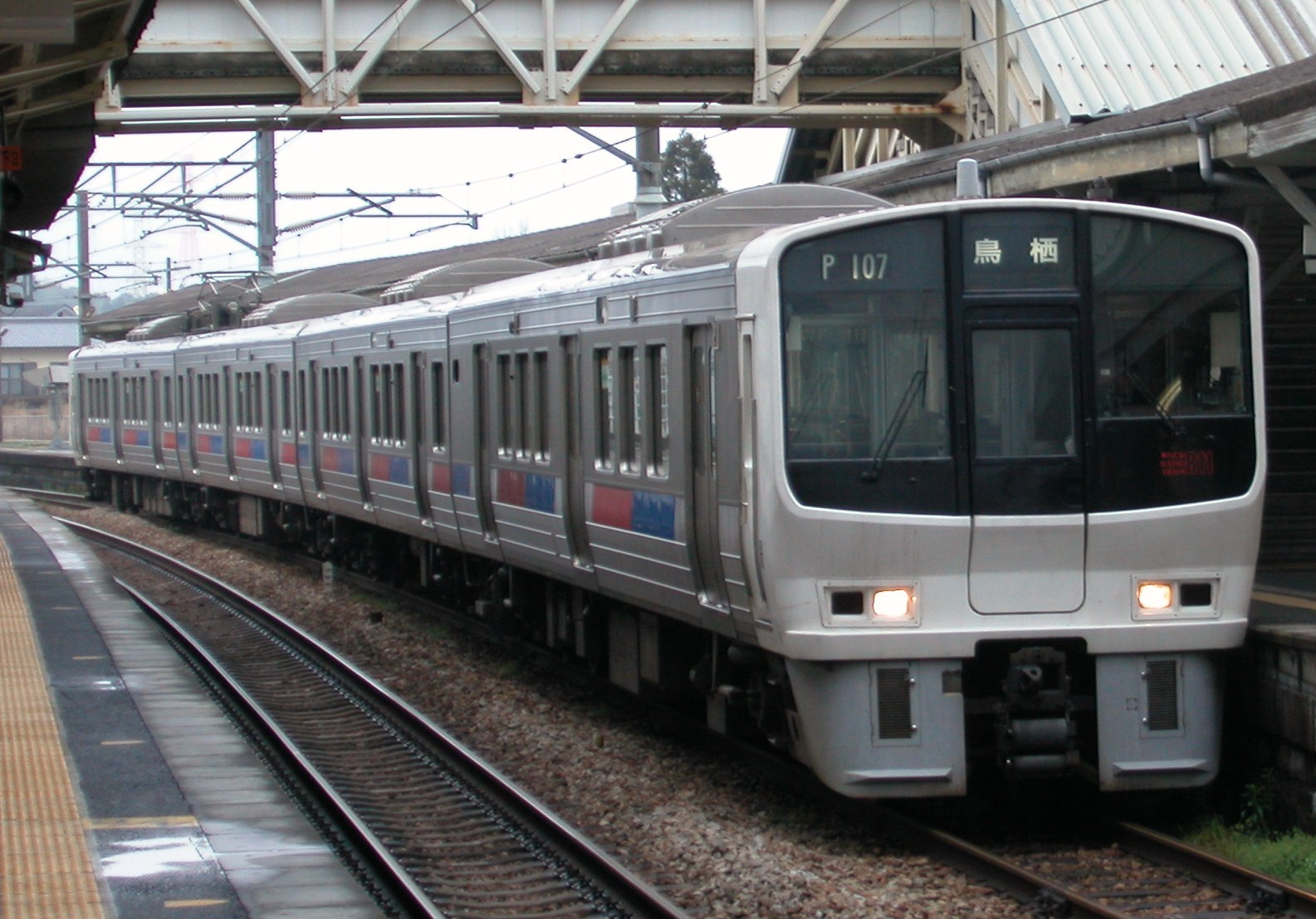
N700S계 8000번대(신칸센)
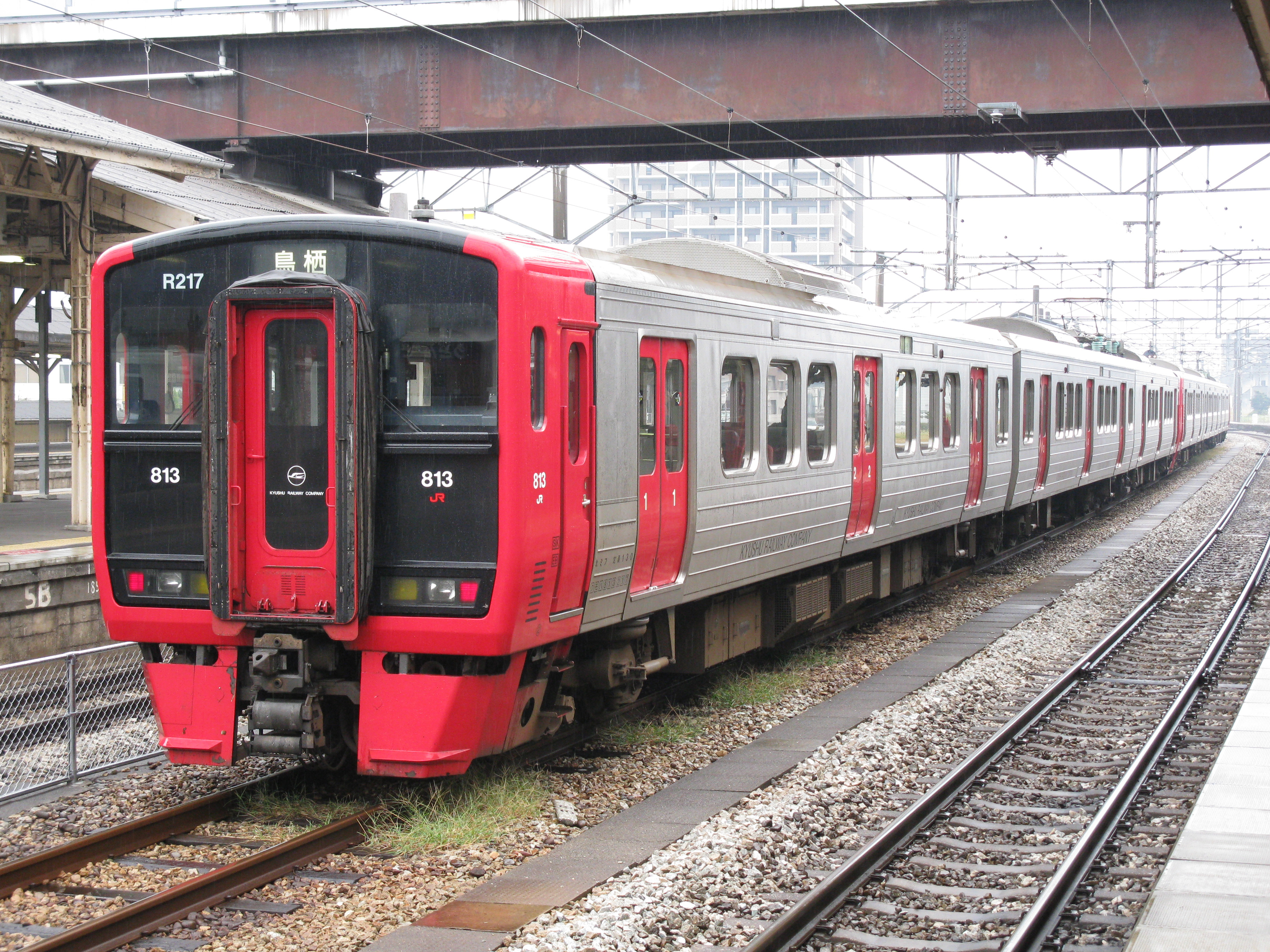
713계
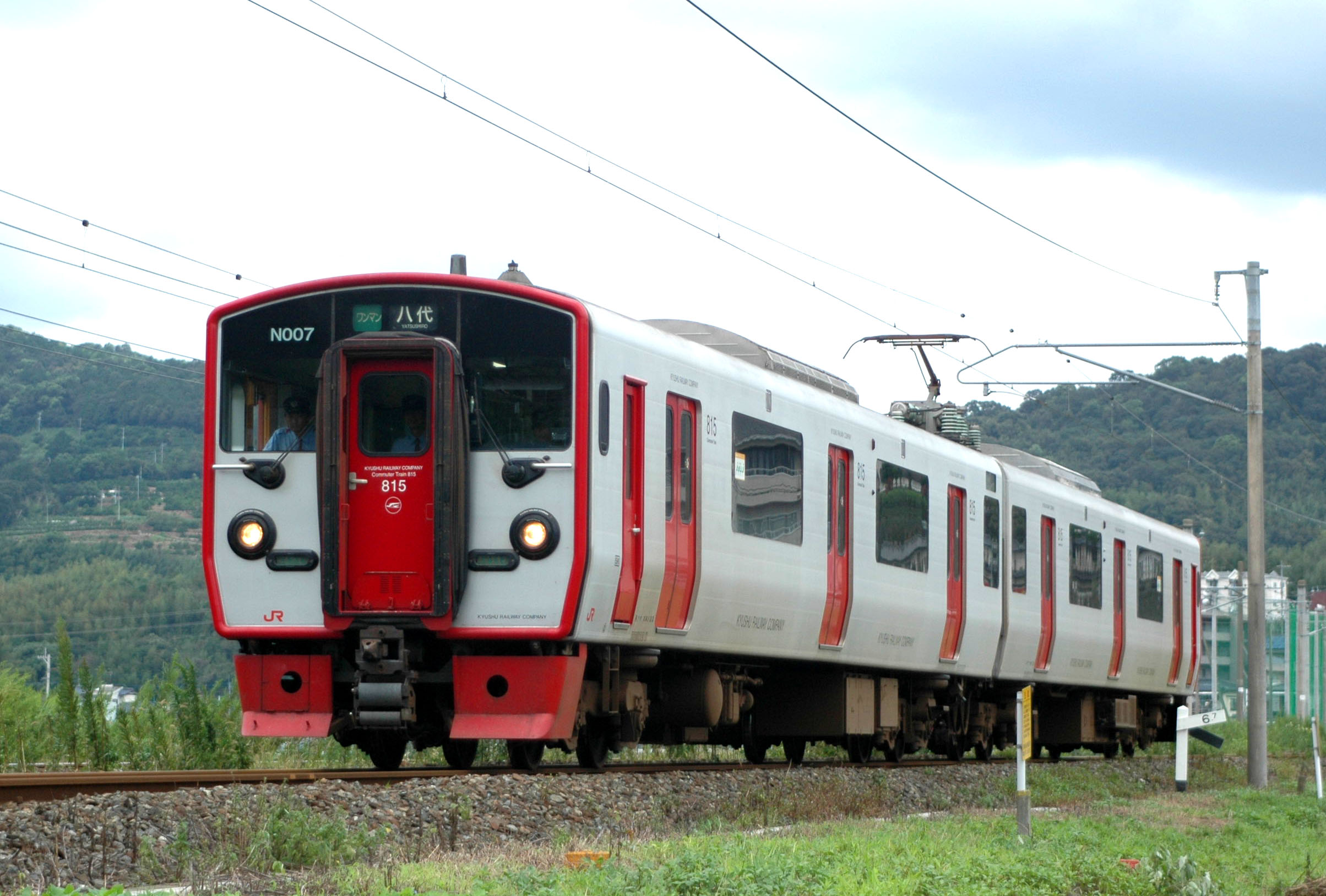
717계
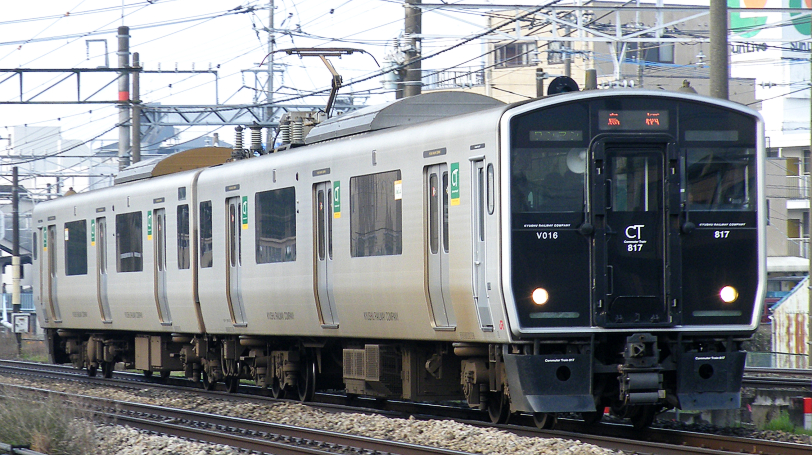
783계
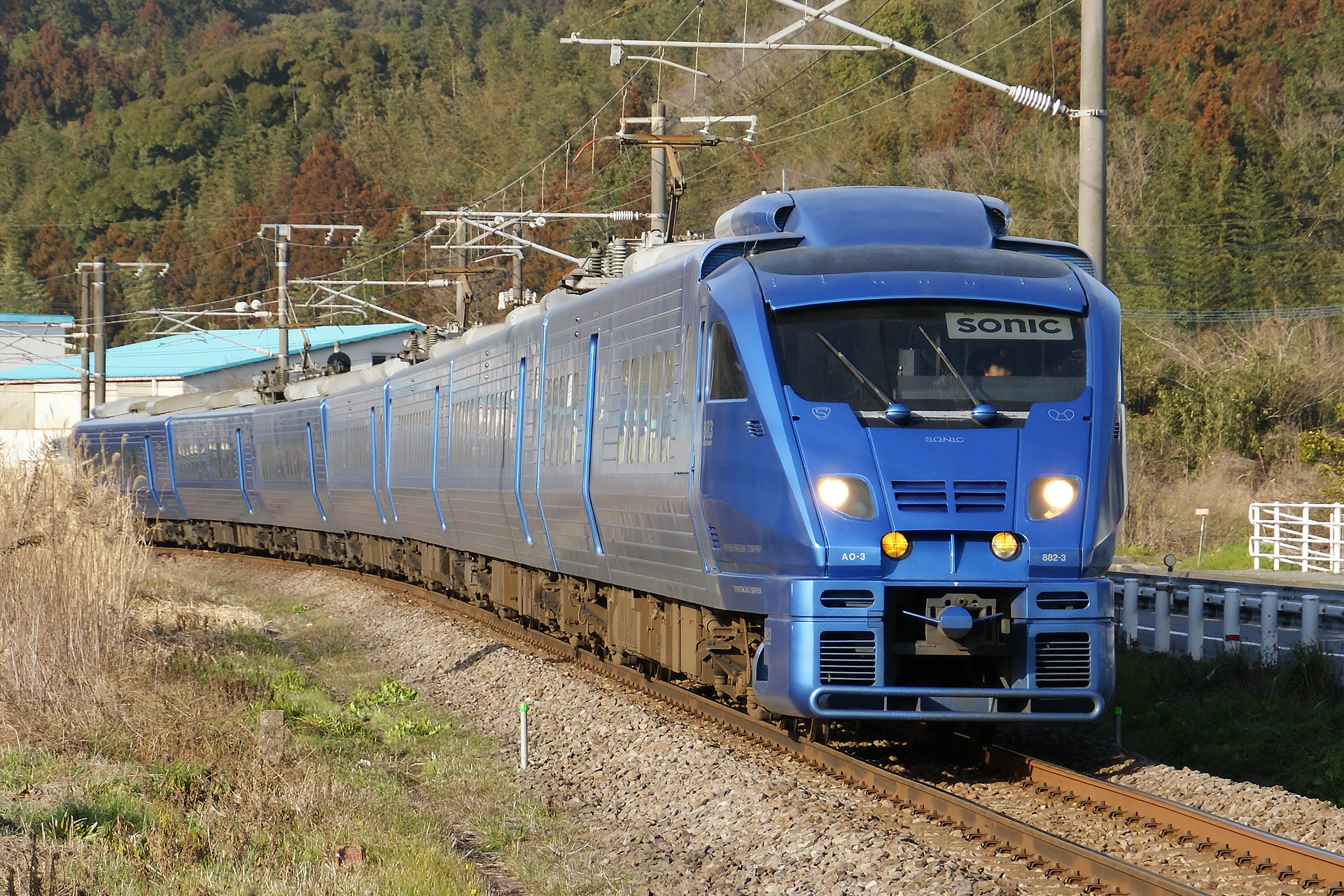
787계
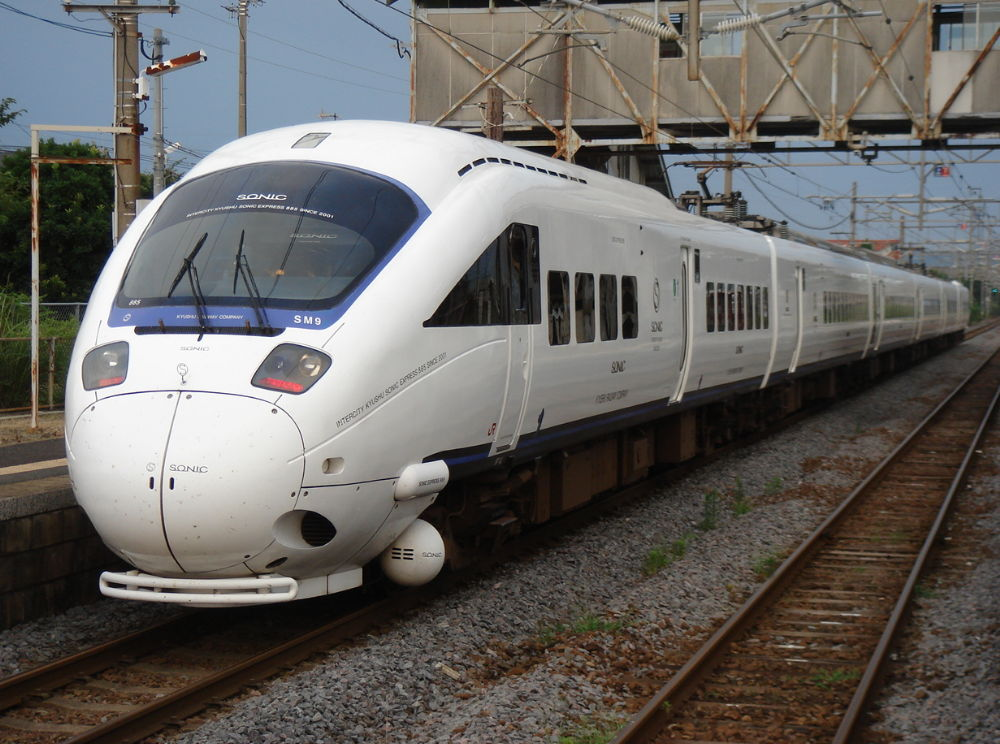
800계(신칸센)
- 811계
- 813계
- 815계
- 817계
- 883계
- 885계

- 103계 1500번
- 303계
- 415계
- 485계
- 783계
- 787계
- 811계
- 813계
- 815계
- 817계
- 883계
- 885계

### 디젤 동차

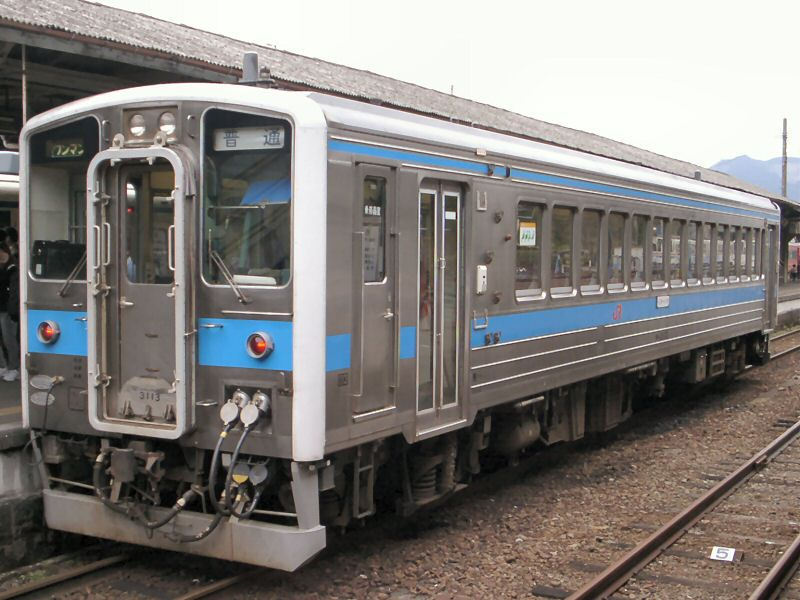
키하31형
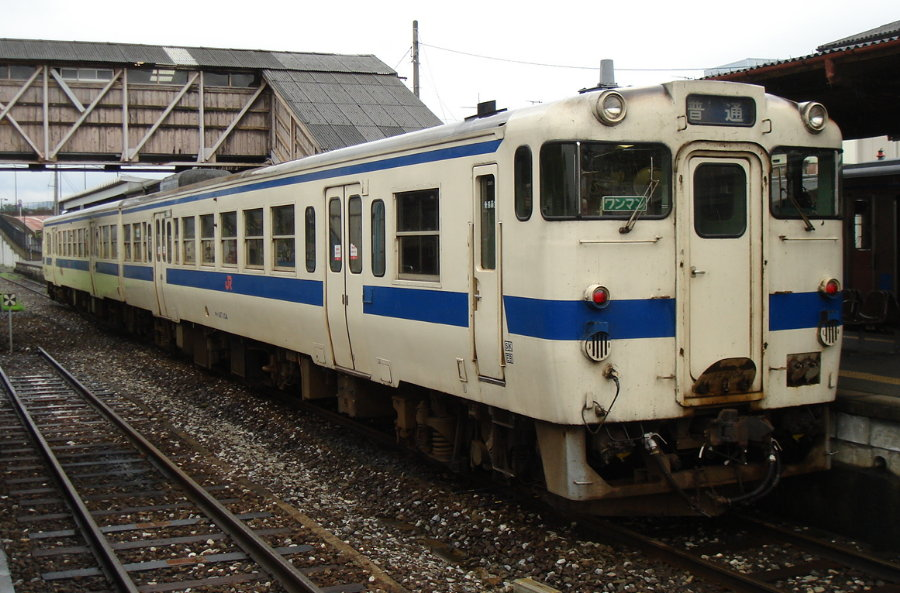
키하40계
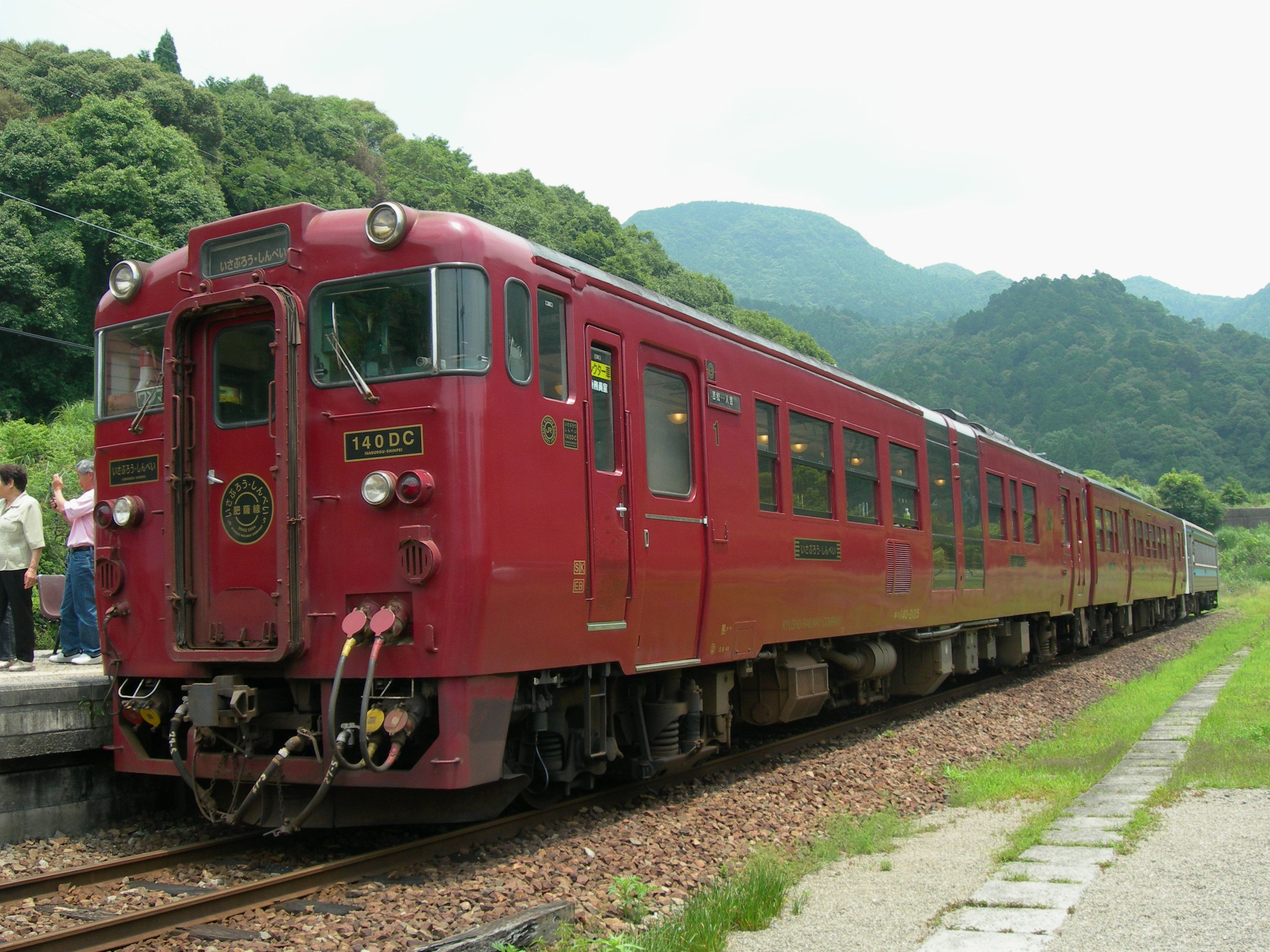
키하58계
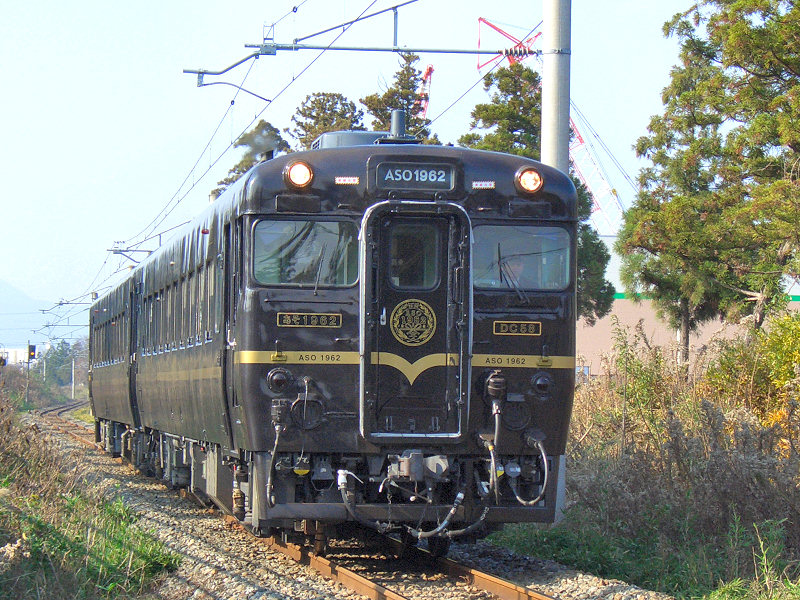
키하66계
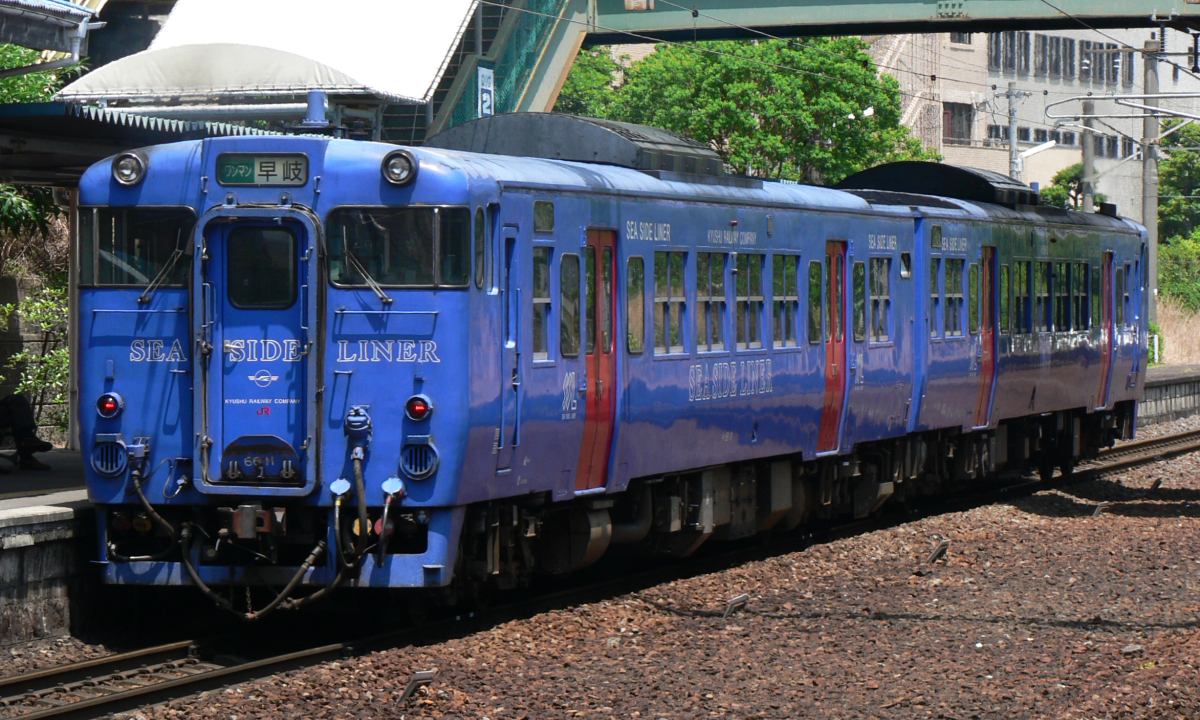
키하71계
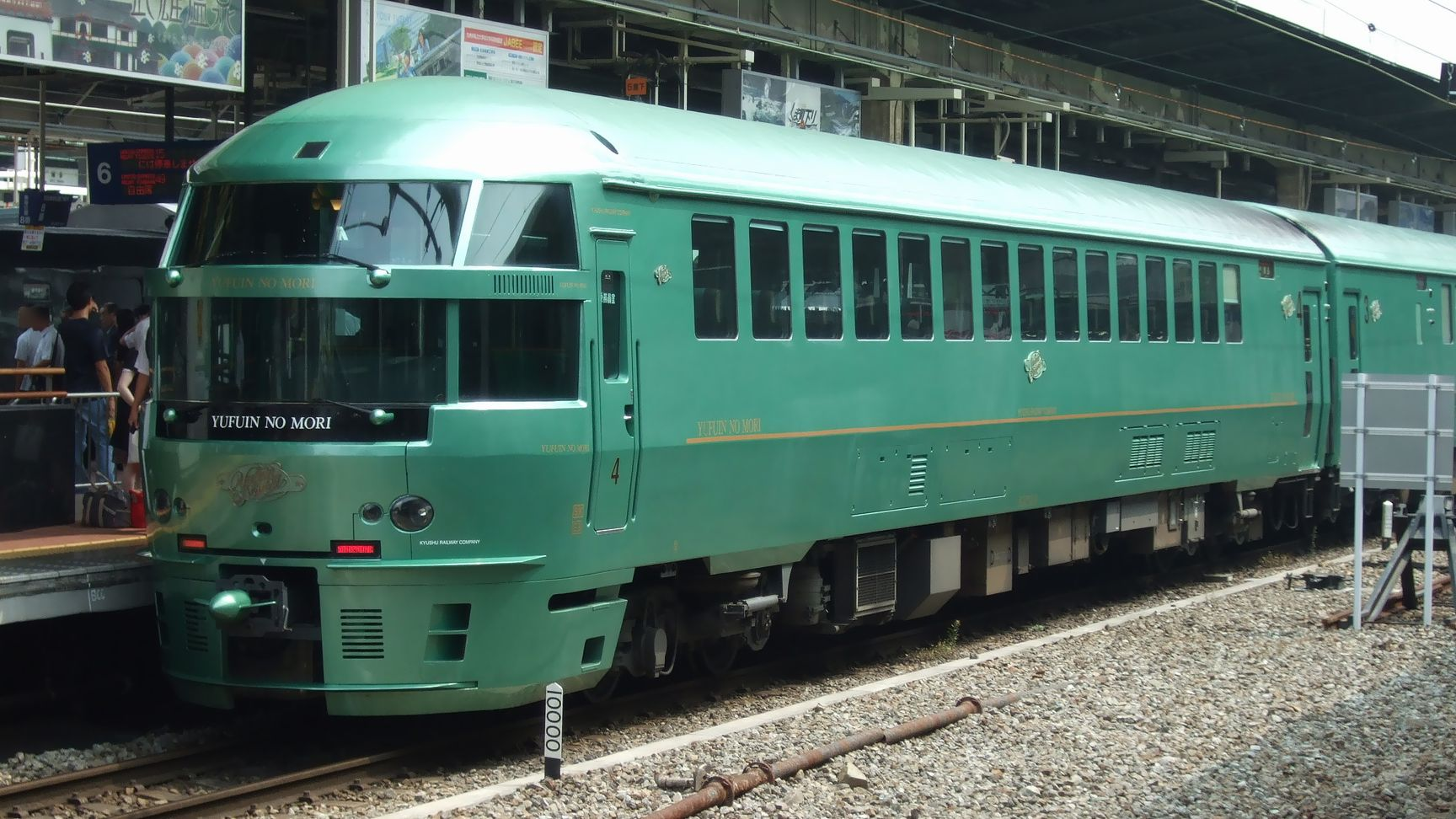
키하72계
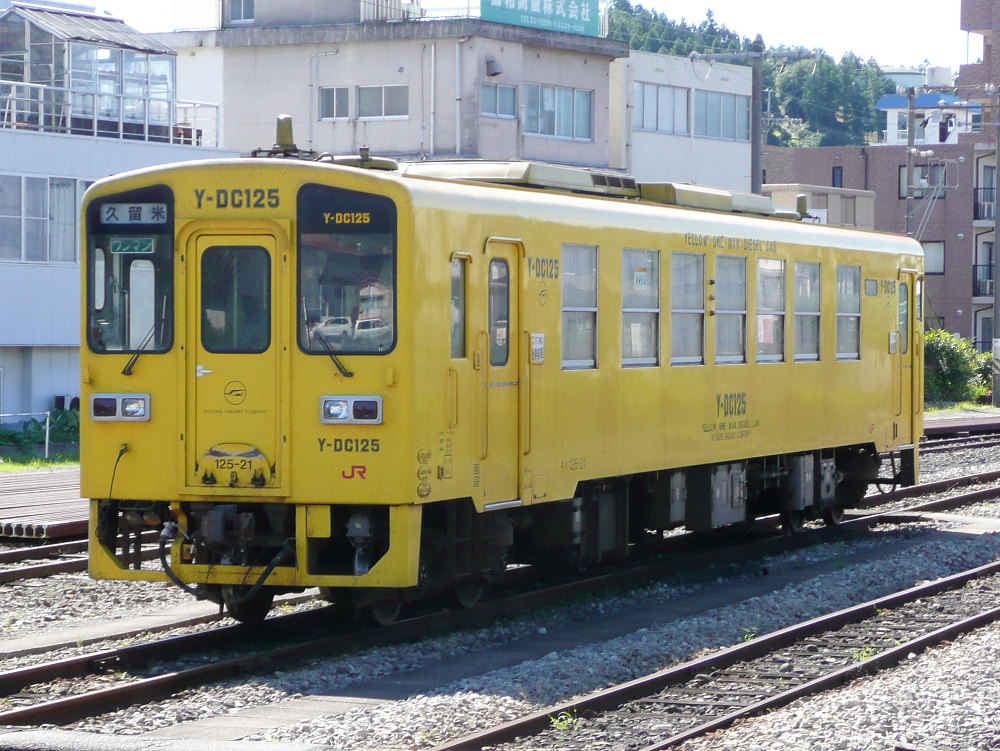
키하125형
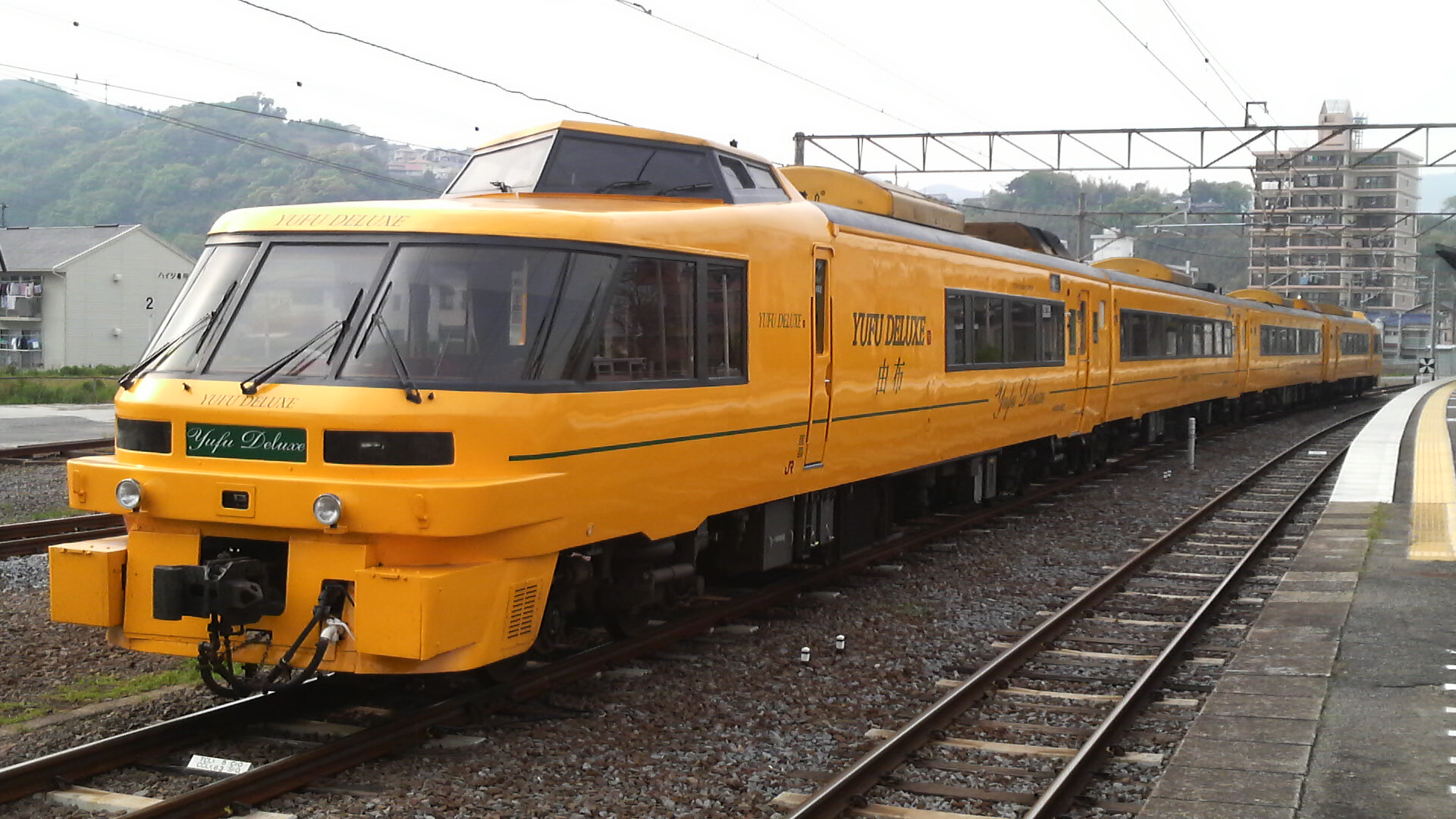
키하183계
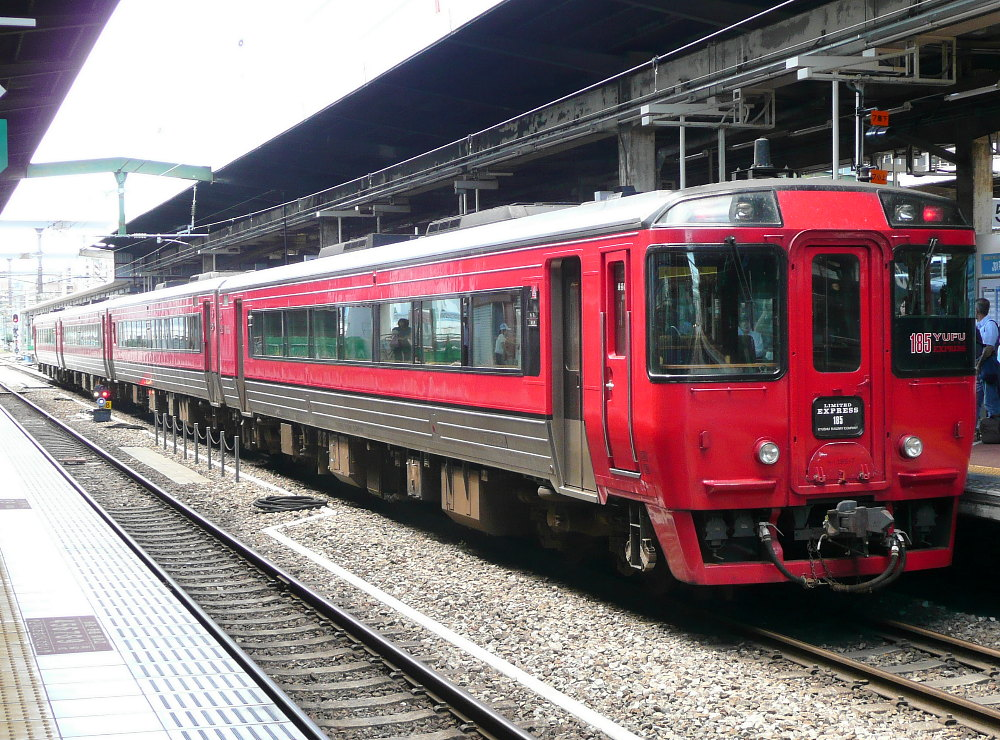
키하185계
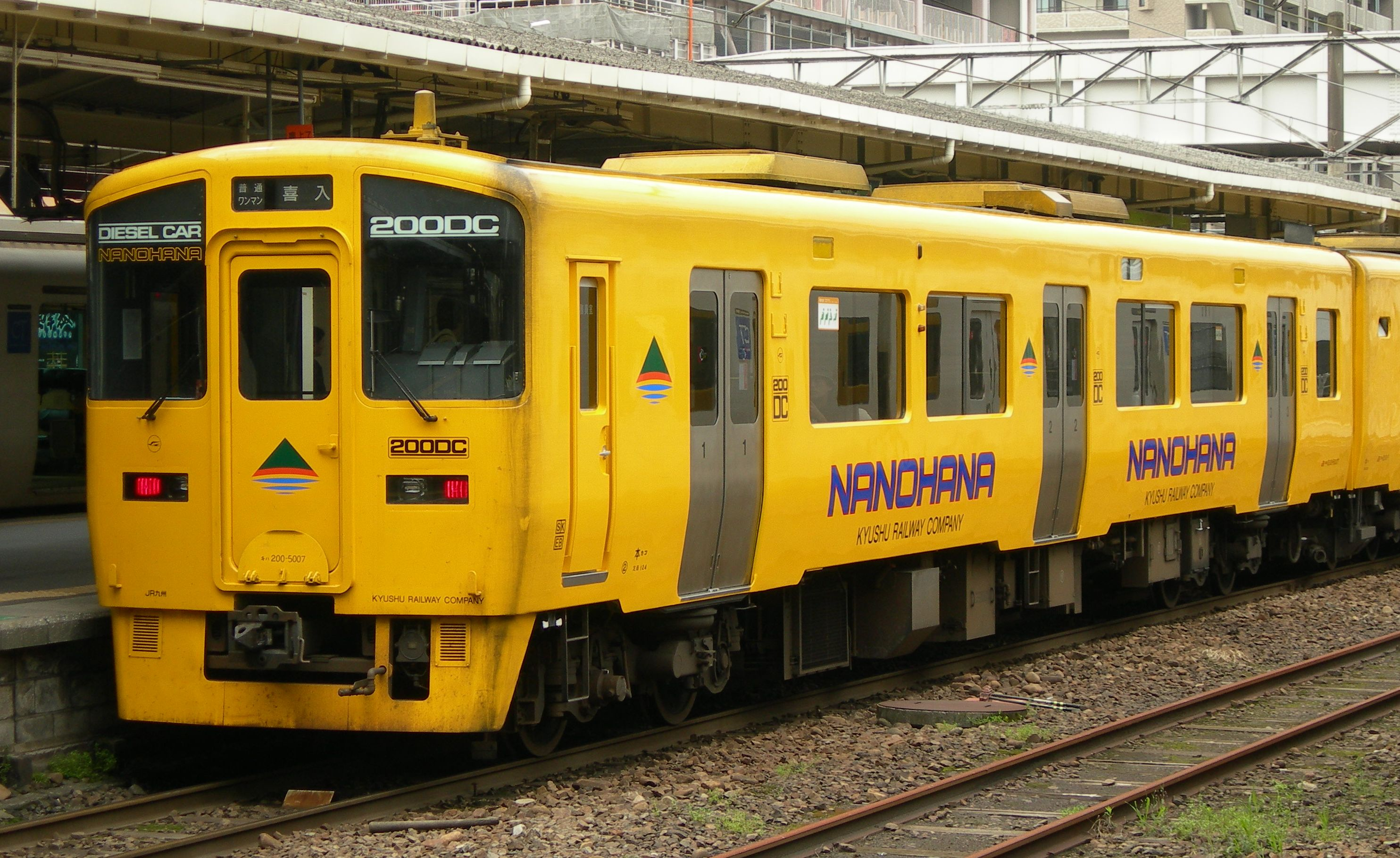
키하185계
- 키하200계(313계 자매차)

- 키하31형
- 키하40계
- 키하40계
- 키하58계
- 키하66계
- 키하72계
- 키하125형
- 키하183계
- 키하185계
- 키하200계

## 버스
- JR 큐슈 버스

## 같이 보기
- JR 큐슈 고속선